# Zpětné zrcátko

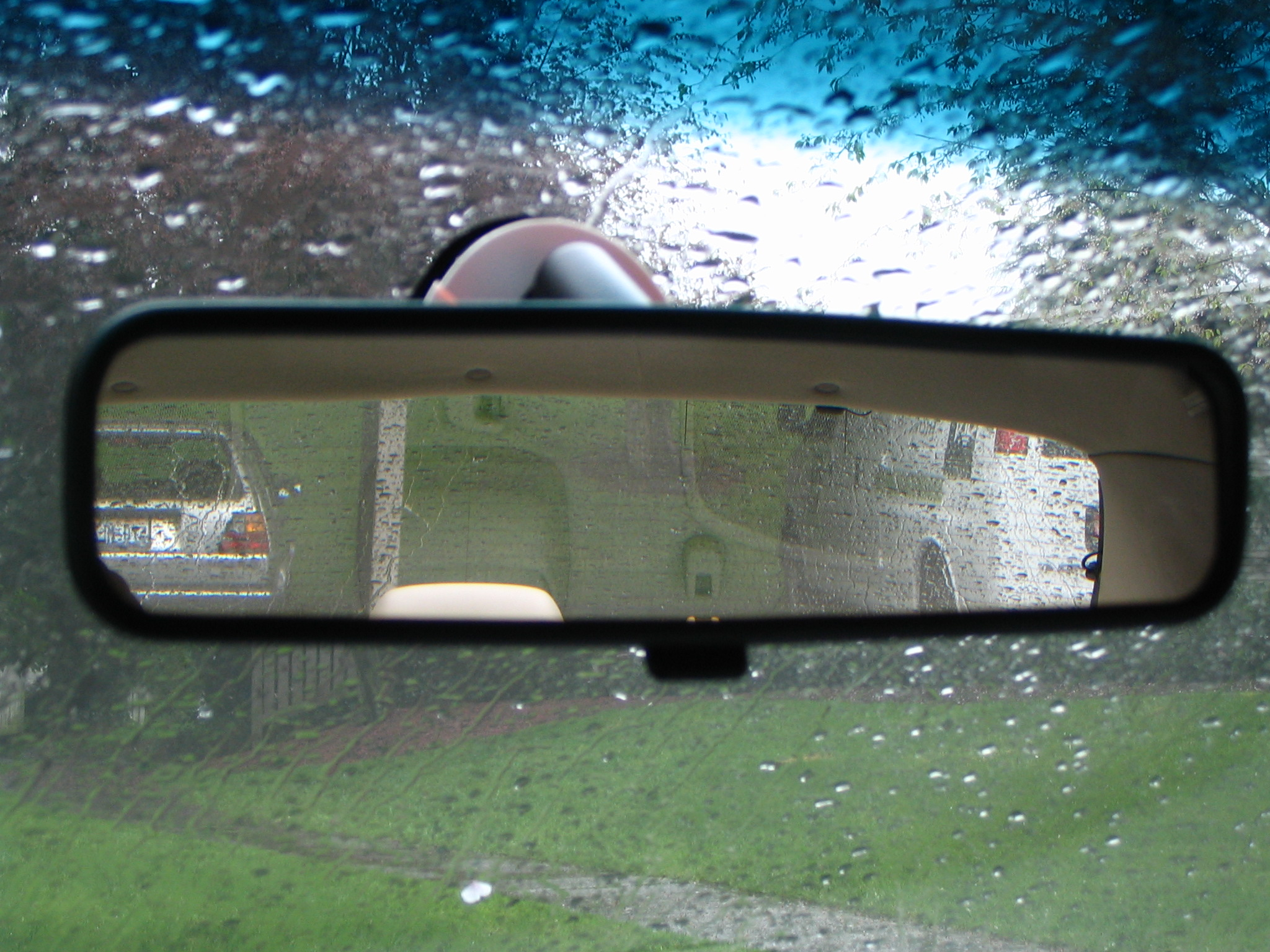
střední zrcátko

Zpětné zrcátko je součást dopravních prostředků, zejména automobilů. Slouží k přehledu situace za vozidlem, či v místech, kam řidič nedohlédne. Například u nákladních vozidel zpětná zrcátka ukazují nejen situaci za vozidlem, ale i těsně vedle vozidla (u předního kola) a těsně před vozem, kde u vysoko posazeného místa řidiče může dojít k přehlédnutí chodce při rozjezdu.
Zpětné zrcátko se používá i v ostatní dopravě, jako u soupravy kolejových vozidel např. metro. Dále se používá u bojových letounů pro kontrolu situace za zádí.

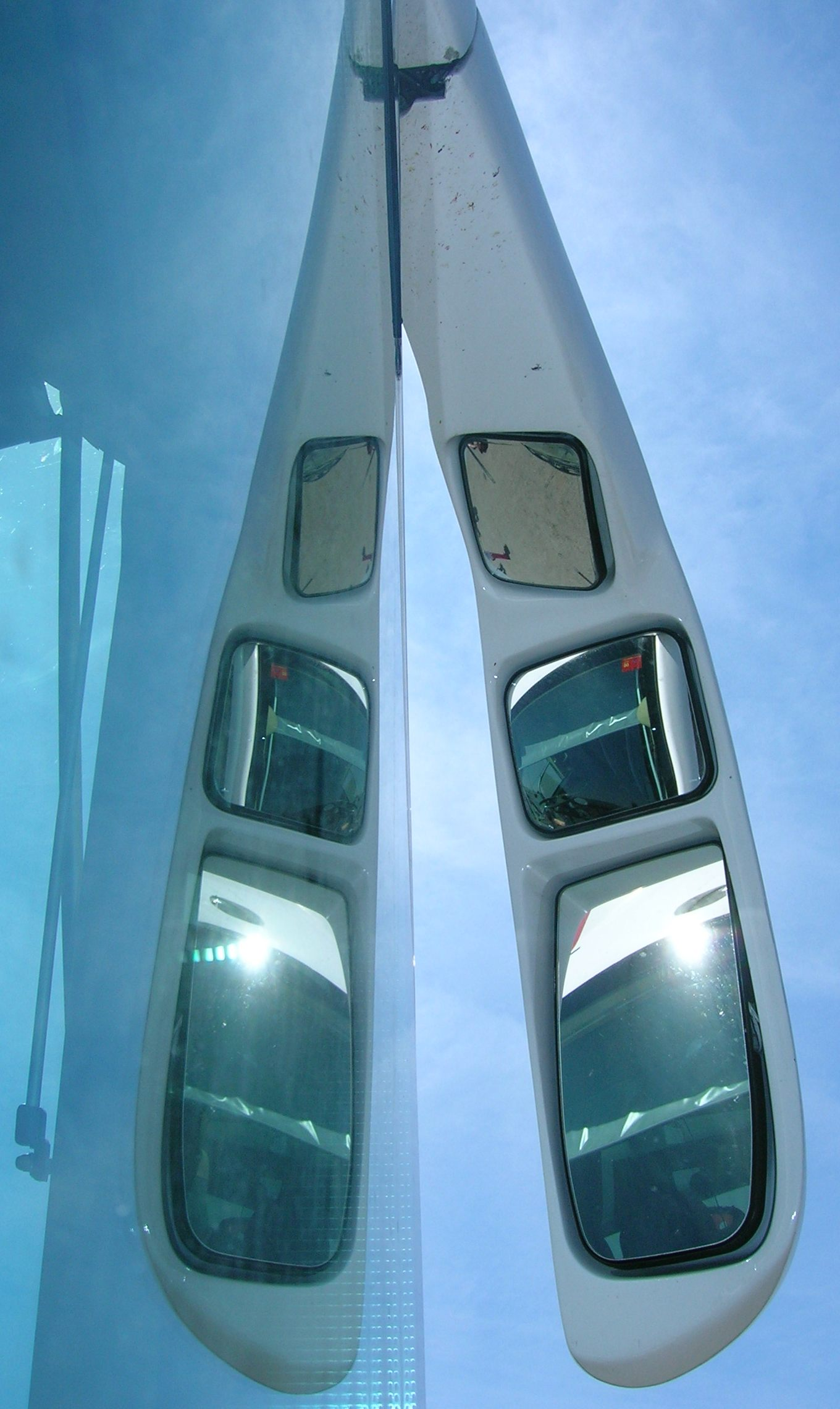
Zrcátka autobusu Irizar, nejvyšší ukazuje situaci před vozidlem

U automobilů se umísťují do předních rohů bočních oken a doprostřed čelního skla. Dříve byla boční zrcátka umisťována na kapotu. Jedná se o jeden z prvků aktivní bezpečnosti vozidla.

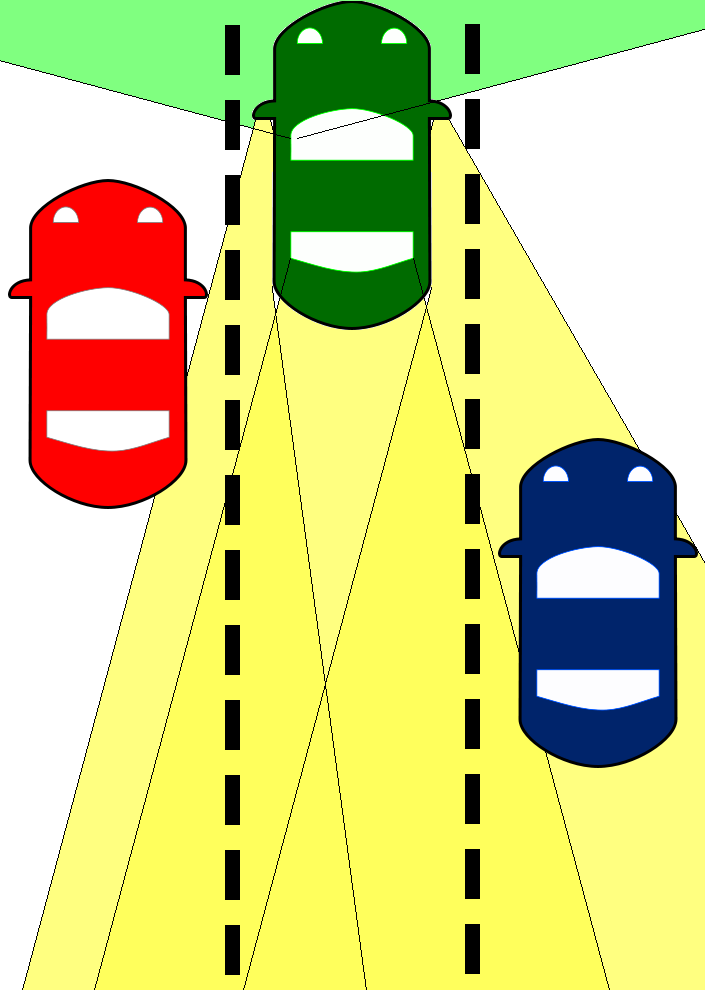
ukázka úhlů

Problémem klasických zrcátek je takzvaný mrtvý úhel. V něm se může vyskytovat jiné vozidlo a může tak v případě změny pruhu dojít ke kolizi. Jedná se o místo, ve kterém cizí vozidlo zmizí ze zrcátek, ale ještě není vidět z místa řidiče. K eliminování mrtvého úhlu slouží tvarování odrazové plochy zrcátek.
V moderních vozidlech jsou zrcátka nahrazována kamerami. Ty jsou menší než zrcátka a vytvářejí tak menší aerodynamický odpor vzduchu. Obraz z kamer je promítán na displeje ve vozidle.
U automobilů se používají vypuklá zrcadla.